# XLR-8
XLR-8 in Six Flags AstroWorld (Houston, Texas, USA) war eine Stahlachterbahn vom Modell Suspended Coaster des Herstellers Arrow Dynamics, die am 12. Mai 1984 eröffnet wurde. Sie fuhr bis zum 30. Oktober 2005. XLR-8 war der Nachfolger der problembehafteten Achterbahn The Bat in Kings Island, welche auf Grund verschiedener Probleme geschlossen wurde.

## Züge
XLR-8 besaß zwei Züge mit jeweils sieben Wagen. In jedem Wagen konnten vier Personen (zwei Reihen à zwei Personen) Platz nehmen. Die Fahrgäste mussten mindestens 1,07 m groß sein, um mitfahren zu dürfen. Als Rückhaltesystem kamen Schulterbügel zum Einsatz.
Zum Fright Fest 2002 drehte AstroWorld die letzten vier Wagen um, so dass diese rückwärts fuhren und nannte die Fahrt 8-RLX. Ab diesem Zeitpunkt behielten die Züge ihre Wagenanordnung.

## Thematisierung
Zur Saison 2004 wurde XLR-8 umlackiert in die Farben Blau und Gelb. Davor waren die Farben Blau und Grau.

## Das Schicksal von XLR-8
2005 beendete AstroWorld die Fahrten, nachdem Six Flags entschieden hatte, AstroWorld zu schließen. Am 3. Februar 2006 wurde die Bahn für 50.000 US-Dollar verkauft und verschrottet.